# Джиджель
Джиджель, Джіджеллі (араб. جيجل, фр. Jijel) — місто на півночі Алжиру. Адміністративний центр однойменного вілаєту. Розташоване на узбережжі Середземного моря, за 314 км на схід від столиці країни — міста Алжир.